# Diana Giuntini
Diana Giuntini (Santa Maria a Monte, 1287 – prima del 1327) è stata una religiosa italiana.
È la patrona di Santa Maria a Monte nella Diocesi di San Miniato, nonostante la sua beatificazione sia da considerarsi frutto della devozione popolare.

## Storia
Diana fu una giovane che scelse di vivere in povertà e dedita ad una vita contemplativa. Proveniva da una ricca famiglia di Santa Maria a Monte, la famiglia Giuntini.
Della sua vita si hanno pochissime informazioni. Diana morì giovane, tra i 20 e i 30 anni e la mummificazione naturale, che le sue spoglie hanno subito, mostra come non sia mai stata sepolta secondo l'usanza del tempo, segno di una devozione iniziata subito dopo la morte.
Tutto ciò trova conferma nell'esistenza già nel 1373 di un ospedale dedicato alla “Beata Diana in S. Maria a Monte” che va ad accrescere l'idea che questa donna riempisse la propria vita di carità autentica verso i più poveri.
Sebbene le rare e ben più tarde testimonianze iconografiche la ritraggano con l'abito monacale, spesso agostiniano, essa non fece mai parte di alcun ordine religioso.

## Culto
Il popolo santamariammontese la considera beata da tempo immemorabile. È beata a furor di popolo, come comunemente accadeva nella Chiesa prima della riforma del XVIII secolo. Più volte, nel corso dei secoli, i vescovi della diocesi hanno officiato nel giorno della sua festa, additandola come esempio e invocando la sua intercessione. Nell'anno giubilare 2000 il vescovo di San Miniato le ha nuovamente riconosciuto il culto diocesano.
Nello stesso anno la “Congregazione della Beata Diana Giuntini da S. Maria a Monte” (vedi sotto) si è preoccupata di far restaurare l'urna - reliquiario, il loculo in cui è deposta nella chiesa di San Giovanni Apostolo ed Evangelista e le vesti antiche della stessa Diana. Sono stati fatti più esami sul suo corpo come la TAC e l'autopsia per cercare di avere più informazioni su questa donna. I risultati delle analisi confermano le sue scelte: i denti poco usurati, segno di un'alimentazione povera, più umile di quella dei suoi contemporanei; l'ispessimento della cute delle ginocchia che induce a pensarla genuflessa a lungo in preghiera e, soprattutto, l'assenza dei segni del parto nelle ossa del bacino, che fanno presupporre una vocazione alla verginità.

### Il corpo
Le spoglie della beata Diana sono conservate in un'urna di vetro con intelaiatura di legno dorato, riccamente scolpita, posta in un loculo a fianco dell'altare nella Collegiata di San Giovanni a Santa Maria a Monte.
Il reliquiario è una teca di forma trapezoidale incorniciata da una fascia intagliata a volute, fiori e foglie ornata agli spigoli da teste di Cherubini. Al centro del lato maggiore una testa di cherubino tra due angeli recanti l'uno una ghirlanda e l'altro una croce ed un ramo fiorito sormonta un cartiglio con su scritto "Beata Diana Giuntini". L'urna fu fabbricata nel 1695 per dare una più decorosa sistemazione al corpo della Beata, che prima era conservato in una più semplice urna del XV secolo. Sopra ad essa, sulla parete, una tela più volte ritoccata e quindi di difficile datazione, probabilmente seicentesca, raffigura la beata in un tripudio di angeli. Prima dei restauri degli anni settanta l'urna si trovava sul presbiterio, collocata sopra l'altare che è ora nella cappella del Santissimo Sacramento.

### Festeggiamenti
I festeggiamenti in suo onore hanno inizio con il Vespro della Domenica di Pasqua a cui segue l'apertura dell'urna e hanno termine con il canto del Te Deum il mercoledì successivo.
Culmine delle celebrazioni si ha il lunedì pomeriggio con la Processione detta “delle Paniere” dove delle ragazze portano paniere fiorite in testa, ricordando le loro compagne che in tempi più remoti portavano in capo il recipiente dell'olio per la lampada che arde di continuo davanti all'urna di Diana. Ogni paniera proviene da una diversa zona del paese e viene portata da una ragazza accompagnata da un cavaliere.
Il giorno dopo, Martedì di Pasqua, una seconda processione per la Patrona ha inizio dalla parte di San Dalmazio e questa volta le ragazze portano ceri.

### La Confraternita
Il culto della religiosa è da tempo immemore affidato ad una Congregazione laica che porta il suo nome: "Congregazione della Beata Diana Giuntini", che si occupa anche di curare i festeggiamenti ordinari e straordinari. Dall'ultimo decennio del XX secolo questa Congregazione è prevalentemente composta da giovani. Al fine di migliorare la struttura della Congregazione, nel 2008 l'allora parroco della Collegiata mons. Alvaro Gori ha incaricato due giovani, Antonio Milite e Marco Billeri, allora alla guida della Congregazione, di iniziare delle ricerche storiche sul culto della religiosa e di stendere uno Statuto che adattasse la Congregazione all'attuale contesto storico. Il 1º gennaio 2011, solennità della Gran Madre di Dio, il vescovo di San Miniato Fausto Tardelli ha approvato lo Statuto che modifica la Congregazione in una Confraternita: nasce così la "Confraternita della Beata Diana Giuntini", eretta nella medesima parrocchia.